# 克拉科夫大學院
大學院（波蘭語：Collegium Maius）是位於波蘭克拉科夫舊城區的一座建築物，為亞捷隆大學最古老的校舍建築，其歷史可以追溯至14世紀。

## 外部連結

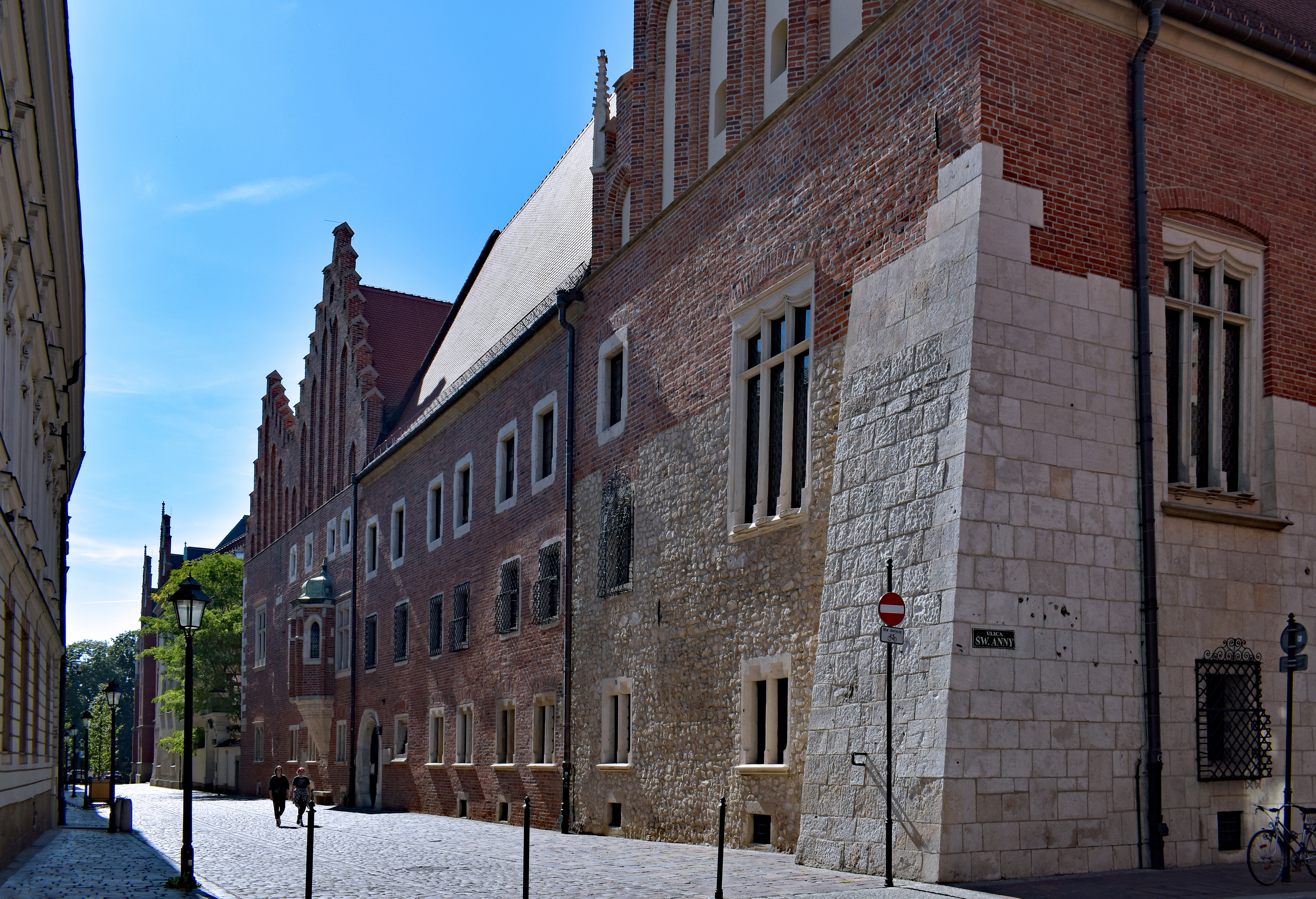
建築外觀（2022年攝）

维基共享资源上的相關多媒體資源：Collegium Maius in Kraków
- About Collegium Maius at www.krakow-info.com （页面存档备份，存于）
- Collegium Maius Museum at www3.uj.edu.pl

50°03′42″N 19°56′02″E / 50.06167°N 19.93389°E